# Iridomyrmex calvus
Iridomyrmex calvus är en myrart som beskrevs av Carlo Emery 1914. Iridomyrmex calvus ingår i släktet Iridomyrmex och familjen myror. Inga underarter finns listade i Catalogue of Life.